# Dingy-en-Vuache
Dingy-en-Vuache – miejscowość i gmina we Francji, w regionie Owernia-Rodan-Alpy, w departamencie Górna Sabaudia.
Według danych na rok 1990 gminę zamieszkiwało 336 osób, a gęstość zaludnienia wynosiła 47 osób/km² (wśród 2880 gmin regionu Rodan-Alpy Dingy-en-Vuache plasuje się na 1294. miejscu pod względem liczby ludności, natomiast pod względem powierzchni na miejscu 1347.).